# Hellraiser (roman)
Hellraiser (titre original : The Hellbound Heart) est un roman court de l'écrivain britannique Clive Barker publié en novembre 1986 par Dark Harvest dans le troisième volume de la série Night Visions.
Clive Barker adapte son roman au cinéma en 1987. Il sort en France le 20 janvier 1988 sous le titre Le Pacte.
Il est traduit en français par Mélanie Fazi et publié en grand format aux éditions Bragelonne en décembre 2006 et en format poche aux éditions Gallimard dans la collection Folio SF en mars 2013.

## Résumé
Frank, un jeune homme à la recherche de plaisirs inédits, se porte acquéreur d'un casse-tête aux allures de cube. Il parvient rapidement à percer l'énigme à force de persévérance. Comme il l'espérait, la résolution des mystères du cube provoque la venue des « Cénobites ». Ces êtres sont issus d'une autre dimension et sont dévoués à la recherche de l'extase. Mais leur appréciation du plaisir, basée sur la souffrance, diffère de celle de Frank. Il l'apprend à ses dépens lorsque les Cénobites l'emmènent avec eux dans leur dimension infernale.

## Personnages

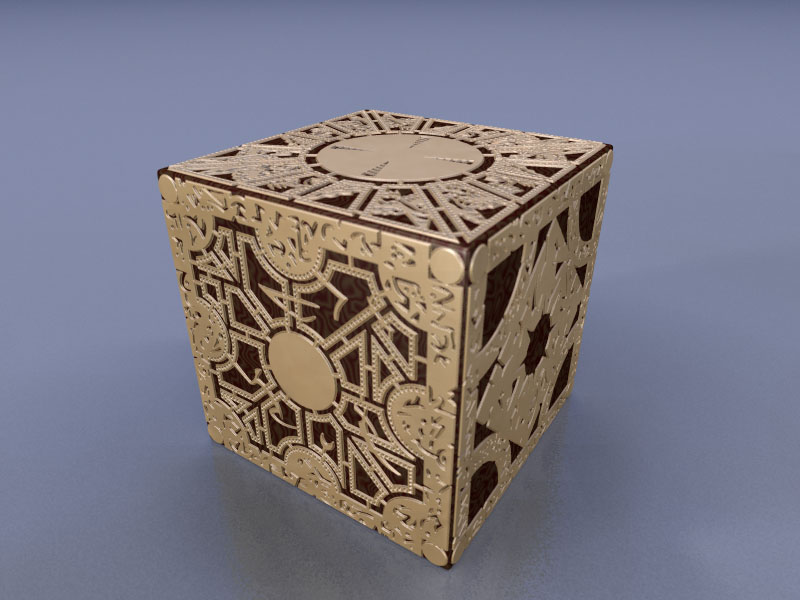
Le cube casse-tête.

- Frank Cotton : jouisseur impénitent, frère ainé de Rory.
- Julia : épouse de Rory.
- Kircher : Allemand qui vend le cube casse-tête à Frank Cotton.
- Kirsty : amie de Rory.
- L'ingénieur : chef des Cénobites.
- Lemarchand : concepteur français du cube casse-tête.
- Les Cénobites : êtres venus d'une dimension où la souffrance est la jouissance ultime. Ils sont membres de l'Ordre de l'Entaille.
- Lewton : ami de Rory.
- Mad Bob : ami de Rory.
- Neville : ami de Rory.
- Patrick : démarcheur habitant Newcastle upon Tyne. Il est l'une des victimes de Julia.
- Rory Cotton : frère de Frank et époux de Julia. Contrairement à son frère, il mène une vie stable.
- Stanley Sykes : victime de Julia. Il a une épouse nommée Maudie et deux enfants nommés Ethan et Rebecca.